# Jean Claude Bamogo
Pour les articles homonymes, voir Bamogo.
Jean Claude Bamogo, né en 1948 à Petit-Samba et mort en 2013 à Ouagadougou, est un artiste chanteur, auteur compositeur burkinabè. Il est le leader du groupe Afro Soul Systèm.

## Biographie

### Naissance et début de carrière
Jean Claude Bamogo naît en 1948 dans la province du Passoré au Burkina Faso,. Il fait quelques années en Côte d’Ivoire, puis reviens au Burkina en 1962 pour commencer sa carrière en 1969. Il intègre d'abord l'orchestre Harmonie Voltaïque avant de créer son propre groupe Afro Soul Systèm. « Panaki Panazoé » qui signifie « Je ne vais pas fuir, je ne vais pas mourir », est l'une de ses chansons qui l'a rendu célèbre.
Surnommé Man, il est le leader du groupe Afro Soul Systèm qui réunis des artistes tels que Roger Mballa, l’ex-musicien de Fela Kuti et Africa 70, les batteurs Monguito, Sawadogo Rasmané dit « Rajo », le bassiste Saba Souleymane alias Man Solo et Guita, le joueur de Consgras Mamam Alidou dit « Barreto ». Le groupe compose et interprète des mélanges de funk, de soul, de rumba congolaise et des rythmiques mossi comme le warba, le wiré, le baongo.

### Dans la littérature
Jean Claude Bamogo fait l’objet d’une étude universitaire par Albert Patoin Ouédraogo et d’une mention dans le livre sur la bendrologie de Maître Pacéré Titinga. Il est le père de l’artiste musicien Bamos Théo. En 2023, soit 10 ans après son décès, la nouvelle génération de musiciens burkinabè lui rend un hommage,,. 

## Discographie
Il sort un 45 tours en 1973, suivi de deux autres 45 tours en 1975. Il sort une cassette en 1986 puis un album en 2005,.

## Décès
Il décède en 2013 à Ouagadougou des suites d'une maladie ,.

## Vie privée
Jean Claude Bamogo est le père de l'artiste musicien Bamos Théo.